# MAdoppelT

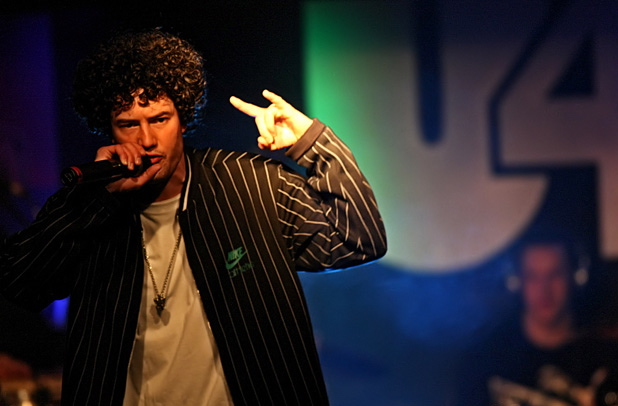
MAdoppelT live im Wiener U4 (2008)

MAdoppelT (* 2. März 1983 in  Wien; bürgerlich Matthias Leitner) ist ein österreichischer Rapper.

## Biografie
Ursprünglich plante Matthias Leitner eine Karriere als DJ, wurde aber schließlich MC. Anfänglich brachte er keine kommerziellen Veröffentlichungen auf den Markt und blieb für lange Zeit im Untergrund. Anfang der 2000er wurde er von Kaltschale auf dem Track Wien hat den Flow von Doppeltes Risiko prominent erwähnt in der Textzeile: „Eine Hoffnung lebt noch: MAdoppelT“. Insbesondere sein „Doppla“-Rapstil machte ihn in der Wiener Rapszene recht bekannt.
2002 veröffentlichte MAdoppelT seine Debütsingle Hip-Hop ist lebendig über das Label Schwer Records. Die Kritik auf diese Veröffentlichung war weitgehend positiv. Im Jahr 2003 wurde die Maxi-Single Sieh mich an veröffentlicht. Sein Debütalbum Null Uhr erschien ein knappes halbes Jahr später. Seine nächste Single-Auskoppelung Rock den Shit erhielt viel Beachtung auf FM4 und wurde auch auf dem Pop-Sender Ö3 gespielt. Das Musikvideo dazu lief wiederholt auf den Fernsehsendern gotv und VIVA. Bei der Aktion Austria for Asia übernahm MAdoppelT Ende 2004 einige Parts.
Im Mai 2006 erschien das zweite Album Plan Leben, ebenfalls über Schwer Records. Produziert wurden die Beats von Brenk Sinatra, BedforBeatz, Shuko und anderen. Die einzigen Features aus der Hip-Hop-Szene waren Manuva von Total Chaos und MA21, daneben war Hubert Tubbs von Tower of Power und JoeJoe am Gesang zu hören. Insgesamt wurde der Sound wesentlich souliger.
Im Sommer 2008 erschien MAdoppelTs EP Schritt für Schritt. Außerdem veröffentlichte er zusätzlich das Mixtape Marathon im Dezember 2008, das im Oktober desselben Jahres aufgenommen wurde. 2009 beteiligte sich MAdoppelT zusammen mit anderen Rappern wie Kid Pex, A.geh Wirklich?, Die Symbiose, MTS und Dauawizzy am Track DIch bin Wien, der für den Wiener Landtagswahlkampf von der SPÖ genutzt wurde.
Im Mai 2010 erschien MAdoppelTs drittes Album Hybrid über Stoff Records. Die musikalische Produktion wurde von Brenk, Santo, Sensay und Merlin übernommen. Gastbeiträge auf Hybrid kommen von der Sängerin Juci Janoska, Thai Stylee, sowie auf drei Liedern von Lukas Hillebrand. Zu den Liedern Wünsch dir was, Zeig mir wo du bist und Luft wurden Musikvideos veröffentlicht. 2012 folgte das Mixtape Tschüh.
Im Jahr 2014 kam das Moment-Mixtape heraus, gefolgt vom Alpha Omega-Album, das Herbst 2014 erschien. Alle Beats stammten von Kaltschale.
2018 gründete MAdoppelT zusammen mit der Klavier- und Gesangspädagogin Ana Olić das Duo Gino. Die erste gemeinsame Single wurde Otauchn. Musikalisch handelt es sich um Liedermacherpop, der sich an Hubert von Goisern orientiert. Gleichzeitig beendete er damit  zunächst seine Hip-Hop-Karriere.

## Musikstil und Bedeutung
MAdoppelT agierte auf einem raptechnisch versierten Level und beherrschte unter anderem auch Doubletime. Er wurde in der Hip-Hop-Szene überwiegend geachtet und war insbesondere in den 2000ern auch der vermutlich medial präsenteste Rapper der österreichischen Szene. Jedoch verwendete er insbesondere auf späteren Alben auch viel Gesang und Popelemente, dazu recht viele mainstreamtaugliche Texte, was ihm von Seiten der Fans, aber auch von der Musikpresse, insbesondere vom Magazin The Message immer wieder vorgeworfen wurde. Bekannt wurde auch ein längerer Beef mit Kamp, der die österreichische Szene prägte und unter anderem zur Gründung von Kamps Label Stiege 44 führte.

## Diskografie

### Alben
- 2004: Null Uhr (Schwer Records)
- 2006: Plan Leben (Schwer Records)
- 2010: Hybrid (Stoff Records)
- 2014: Alpha Omega (Stoff Records)

### Mixtapes
- 2009: Marathon Mixtape (Stoff Records)
- 2008: Tschüh (Stoff Records)
- 2014: Moment (Stoff Records)

#### EPs
- 2008: Schritt für Schritt (monkey.digital)
- 2010: Zeig mir wo du bist (Stoff Records)

### Singles
- 2002: Hip Hop ist lebendig / Tut mir leid
- 2003: Sieh mich an
- 2004: Null Uhr

### Featurings
- 2002: Schneller greifen von Schwerversprecher auf Jetzt oder nie
- 2005: Deine Hilfe wird gebraucht (Kompilation) von Austria for Asia
- 2009: Ich bin Wien (Hip-Hop-Collabo)
- 2010: Auto Aggression von MA21 auf Kopf oder Herz
- 2011: Session von Illusion auf Morgen
- 2011: Herz & Schmäh von Vearz auf Univearzum
- 2013: Ins Xicht von Pervers auf Play You Yes Not

### Mit Gino
- 2018: Otauchn (digitale Single)
- 2020: A Locha (digitale Single)
- 2020: Sag wosd da denkst (digitale Single)
- 2020: G.I.N.O. (Album, digitales Album, Eigenvertrieb)